# Vrsakovo
Vrsakovo (makedonsky: Врсаково) je vesnice v Severní Makedonii. Nachází se v opštině Štip ve Východním regionu.

## Geografie
Vesnice je rovinatá a nachází se v nadmořské výšce 310 metrů. Leží 13 km od města Štip.

## Demografie
Podle sčítání lidu z roku 2002 žije ve vesnici 77 obyvatel, z toho 66 je makedonské národnosti a 11 valašské.
| Rok          | 1900 | 1905 | 1948 | 1953 | 1961 | 1971 | 1981 | 1991 | 1994 | 2002 |
| ------------ | ---- | ---- | ---- | ---- | ---- | ---- | ---- | ---- | ---- | ---- |
| Obyvatelstvo | 120  | 216  | 341  | 355  | 395  | 334  | 240  | 138  | 141  | 77   |